# Izobara (meteorologia)

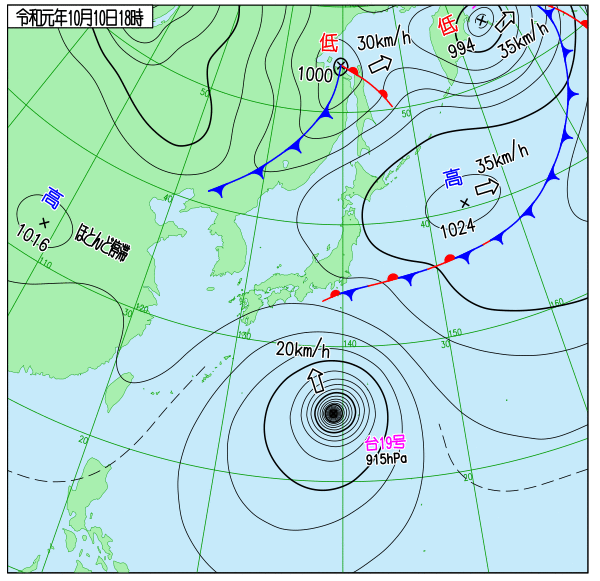
Izobary na mapie oznaczone na szaro

Izobara – izolinia łącząca punkty na mapie synoptycznej o takiej samej wartości ciśnienia atmosferycznego (sprowadzonego do tej samej wysokości) w danej chwili. Linia ta może łączyć także punkty o takiej samej średniej wartości ciśnienia.